# Pegazus hadművelet
A Pegazus hadművelet egy, a szövetségesek által végrehajtott evakuálási hadművelet volt a II. világháborúban. Fő célja az arnhemi csata alatt a Rajna túlpartján rekedt brit ejtőernyősök átmenekítése. A feladatot a 101. légi szállítású hadosztály 506. ejtőernyős gyalogezredének (506th PIR) 5. százada, betűjeléből eredően az Easy század hajtotta végre.

## Előzmény
A II. világháború legnagyobb, legmerészebb ejtőernyős hadművelete volt a Normandiai partraszállás után. Célja Hollandia nyugati részének elfoglalása volt. Ez lehetővé tette volna a szövetségesek számára a Ruhr-vidék bekerítését. A hadműveletet a brit Bernard Montgomery tábornagy készítette.
A terveket gyorsan, alig két hét alatt készítették el, valamint nem vették figyelembe a hírszerzési jelentéseket, a földet érési zónákat messze jelölték ki a célpontoktól. Ezért a hadművelet kudarcba fulladt.
Az arnhemi csata a Market Garden hadművelet legfontosabb ütközete volt a terv sikeres végkimenetele szempontjából. Az angol, lengyel és német egységek 1944. szeptember 17. és szeptember 25. között harcoltak a városért, valamint annak környékéért. A cél legalább az egyik Rajna híd megszerzése és biztosítása volt, amellyel utat nyitottak volna a brit XXX. hadtest továbbnyomulásának a Ruhr-vidék felé.
A Market Garden hadműveleti tervének összeomlása után szükségessé vált az Arnhemben és környékén rekedt katonák evakuálása.

## Hadművelet

### Hadművelet leírása
A hadművelet október 22-én 23:00-kor kezdődött. Az Easy század és a Kanadai Királyi Műszaki egység emberei 23 rohamcsónakon szelték át a Rajnát.
A bal és a jobb szárnyat 8-8 emberből álló, középen a századparancsnok, Leo Jack Heaps hadnagy vezetése alatt még egy egység alkotta.
A művelet közel 1 órán át tartott, mely során több alkalommal fordultak a két part között.

### Művelet eredménye
Az akció teljes sikerrel végződött. 140 embert hoztak át sértetlenül, beleértve Gerald Lathbury dandártábornokot is.

### Művelet után
1944. szeptember 24-én James M. Gavin tábornok kidolgozta a Berlin hadműveletet, a Szövetséges katonák Arnhemből való kivonására. Ezzel sikerült közel 2000 szövetséges katonát kimenekíteni a tűzvonalból. A Market Garden sikertelensége folytán az európai hadszíntéren a háború áthúzódott az 1945-ös évre.

## Emlékezet
Az eseményt megemlítik Az elit alakulat c. 10 részes sorozatban, mely az Easy század történetét mutatja be. Az ötödik rész egyik főbb cselekménye.

## Fordítás
- Ez a szócikk részben vagy egészben  az   Operation Pegasus című angol Wikipédia-szócikk ezen változatának fordításán alapul.  Az eredeti cikk szerkesztőit annak laptörténete sorolja fel. Ez a jelzés csupán a megfogalmazás eredetét és a szerzői jogokat jelzi, nem szolgál a cikkben szereplő információk forrásmegjelöléseként.

## Külső hivatkozások
- Hivatalos jelentés (angolul)